# 大巴窑杀童案
大巴窑殺童案（Toa Payoh ritual murders）是1981年发生在新加坡的一宗謀殺案。1981年1月25日，有人在大巴窑區一座組屋的電梯旁邊發現了一具九歲女童的屍體，兩周之後在附近又發現了一具十歲男童的尸首。據說兩人被殺死的原因是有人使用他们的血液來祭祀興都教女神時母。這起命案由自稱是靈媒的林寶龍一手策劃，其誘騙過無數女人，使她們以爲自己擁有超自然能力。受害者提供林寶龍金錢和性服務，以换取治愈、美容以及財運。其中兩個女人成了他的忠實助手；陳梅珠嫁給了她，何家鳳成了他的“聖妻”之一。當其中一名被害人控告林寶龍强奸使警方介入調查時，他十分氣憤，决定殺害兒童，阻擾警方再查下去。每一次，何家鳳會誘使一個兒童到林寶龍的住家，隨後三人會向兒童下藥并殺死他。林寶龍在女童死前還性侵了她。警方發現林寶龍住家外的一道血迹後，三人隨即被逮捕。儘管本案英語名稱（直譯《大巴窑祭祀謀殺案》）顯示殺童是爲了祭祀神明，但是三名被告都稱他們在殺人過程中并没有進行禱告、燃燒香燭、振鈴或作任何其他法事。
本案經過爲期41天的審理，是新加坡法院当时审理的第二长的案件。没有被告否認有罪。辯方律師爲被告求情時說，被告精神失常，無需承擔全部責任，以减輕犯罪責任爲理據，希望免除被告死刑。辯護律師傳召醫生與心理學家出庭供證，他們對被告進行分析，斷定被告表現出精神分裂症、精神病性抑鬱症以及輕度狂躁的症狀。控方證人對這些證詞進行反駁，辯稱被告策劃與進行謀害時，完全掌控著自己的大脑。法官同意控方的說辭，於是判處三人死刑。兩名女被告在等待處决的當兒，向倫敦的樞密院提出上訴，也請求新加坡總統給予赦免，但是都求助無果。林寶龍并没有尋求赦免，反而已認命，面帶著微笑上絞刑臺。三人於1988年11月25日在樟宜監獄被正法。
本案當時驚動新加坡全國，人們對於發生這樣的罪案感到驚訝。三人的事迹報告與法律程序受到密切關注，好幾年來新加坡人銘記在心。有兩家電影公司依據殺童案製作成電影，不過批評者指責這兩部電影沉溺於無償性行爲和暴力，電影在票房上也表現欠佳。犯罪心理學領域的學者對三名犯人的行爲舉止進行了研究，本案也成爲當地减輕犯罪責任的案例研究。

## 背景
早在19世紀，移民紛紛涌入馬來半島及新加坡。這些移民和當地原住民一開始持不同信仰，然而隨著時間的變遷，這些信仰的差異也變得模糊了。大多數人相信叢林是鬼魂栖息之地，甚至也相信神靈及惡靈是真實存在的，認爲它們得以慈悲也得以作祟。某些人聲稱自己有能力與超自然生靈互通。通過舉行儀式，這些靈媒（福建話叫“童乩”tâng-ki，馬來語叫）會念起咒語，請這些生靈爲他們附身，給予信徒智慧、祝福與詛咒。久而久之，荒僻的叢林發展成大城市，靈媒的信仰也更深入到民間。
到了1980年，新加坡有75%的居民住在政府组屋。大巴窑是典型的住宅區。雖然新加坡每一座組屋都居住著很多人，但是居民大都井水不犯河水、重視個人隱私，各人自掃門前雪、莫管他人瓦上霜。比起新加坡獨立之前的私會黨與黑幫的普及，這個時間的新加坡的社會相對較爲宁静。嚴格的法律以及嚴厲的執法使得新加坡的犯罪率較低，這給新加坡人帶來一股安全感。但儘管如此，政府仍舊提醒人們不要自滿，常告誡人們：“罪案雖少，仍需警惕”。1981年，三名新加坡人的犯罪在新加坡全國引起轟動。

## 案发

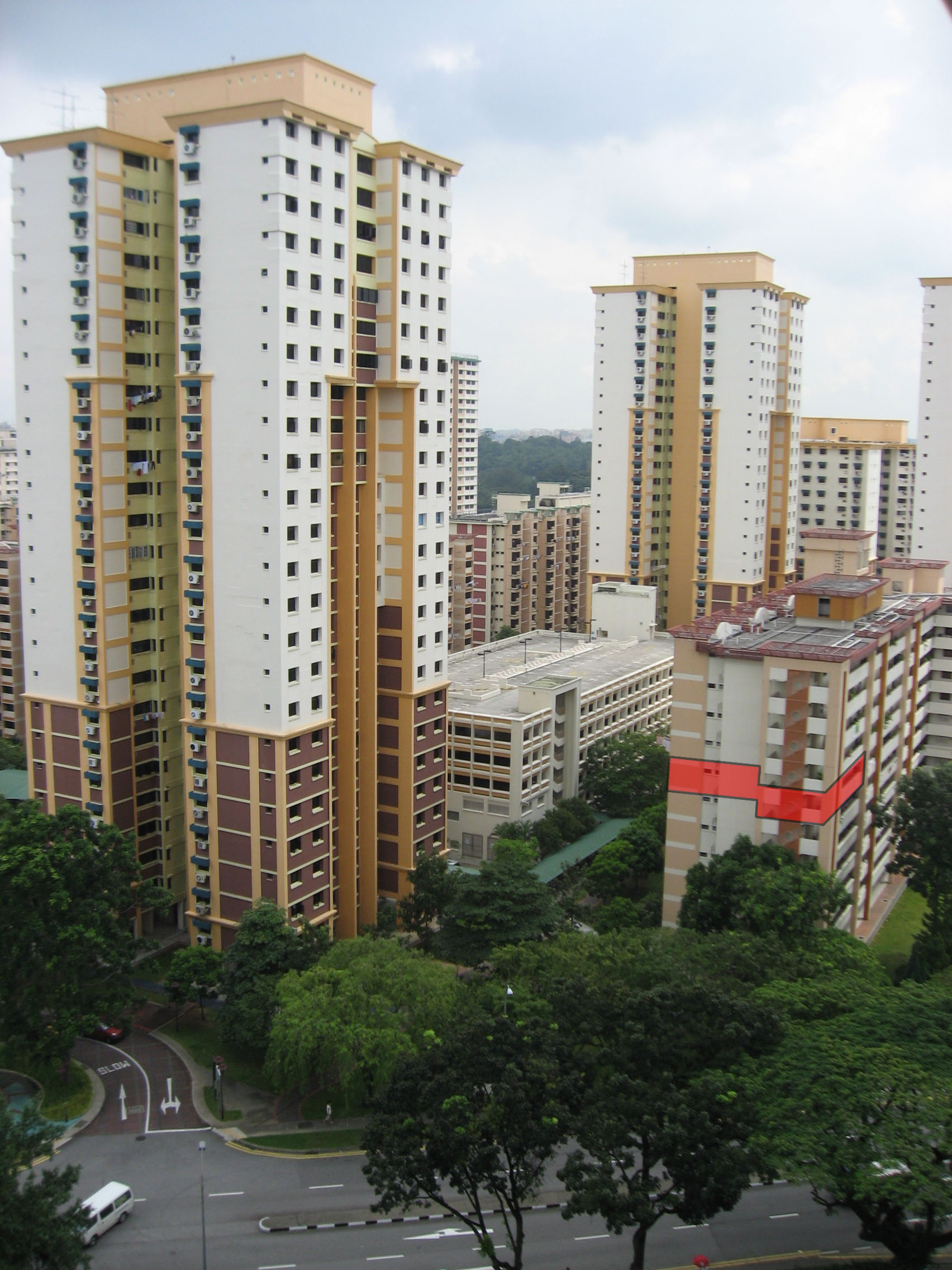
林寶龍的住家（以紅色標示）位於大巴窑7巷第12座組屋（右）。到了2008年，鄰近的第10和11座組屋（中、左）已經由高樓取代。

幾年來，大巴窑7巷第12座組屋裏的一名靈媒總是在三更半夜進行震耳欲聾的法事。居民曾多次向當局投訴，但是没過多久，法事又會繼續進行。1981年1月24日下午，九歲的黄秀葉在位於大巴窑的教堂上完宗教課程後，便失去了踪影。幾個小時後，距離教堂一公里左右的第11座組屋的電梯外發現一名被裝入一個袋子内的女童屍體，女童是因窒息而死。之後的調查結果檢驗出女童的生殖器官有傷痕，也檢測出直腸内含有精液。警方對此展開深入調查，在案發現場周圍盤問了250餘人，但未獲得任何線索。1981年2月7日，又在第10座與第11座組屋之間的一棵樹下發現十歲男童加扎利·馬祖基的尸首。男童最後一次被發現是前一天與一位不明女子坐上一輛德士隨後失踪。現場的法醫斷定男童死於溺斃，也檢測出男童身上的致命傷與女童身上的有所相似。男童并無性侵的迹象，不過他背部有灼傷，手臂也被戳穿。男童血液後來也檢驗到一種鎮静劑。
警方發現地上一道滴落的血迹一直延續到第12座組屋的七樓。調查警官佩雷拉（Pereira）從樓梯間踏入七樓的公用走廊，在第一個單位（門牌467F號）看到不同宗教标志的組合，有十字架、鏡子以及刀背。屋主林寶龍對警官做自我介紹并告知自己與妻子陳梅珠及女友何家鳳同住。警方獲林寶龍的允許，搜查他的住家，并發現屋内有血的痕迹。林寶龍起初設法打發警方，假稱污漬不過是蠟，然而警方提出質疑時，他們則改口說成是雞血。當警方搜出寫上兩名死者個人資料的紙條時，林寶龍聲稱加扎利因流鼻血而上門求醫，試圖減輕警方的起疑。當時他小心翼翼地從地毯下取出頭髮，想冲進馬桶裏，但是警方阻止了他，之後法醫鑒定證實頭髮是黃秀葉的。佩雷拉要求調查林寶龍的背景並從同僚口中接獲信息，說林寶龍正在接受一起强奸案的調查。林寶龍偶然聽到，情緒變得非常激動，對著執法人員大喊。何家鳳也學起林寶龍做出激烈舉動，并對著調查人員高喊。兩人的舉止再引起調查人員的起疑，懷疑三人在殺童案參與其中。之後警方搜集了證據，將屋子封鎖作爲罪案現場，林寶龍與其他二人也被帶去問話。

## 肇事者

### 林寶龍
林寶龍於1942年1月6日出生，由中產階級家庭帶大，是家中長子。林寶龍的妹妹在本案審理時出庭供證，稱林寶龍小時候脾氣暴躁，他就讀中學時途中輟學，短暫擔任内部安全局的線人，後來在1962年加入麗的呼聲廣播公司，在公司當了三年的電工，然後獲升任收帳員。
1967年4月，林寶龍與青梅竹馬結婚，兩人育有兩個孩子。期間他爲結婚的相關事宜而改信天主教。林寶龍一家人一同住在租賃房間，直到他在1970年購買位於大巴窑7巷第12座組屋七樓門牌467F號的三房式組屋。
林寶龍於1973年開始兼職做靈媒。他利用租來的房間來招待客户，這些客户都是房東介紹的，她們大都是酒吧女郎、舞女和妓女。林寶龍也招待迷信的男人和老婦，不過他只騙他們錢。他從一個名叫“威力叔叔”的靈媒學會這個行業，儘管他已經受天主教洗禮，但他還是崇拜各個宗教的神明。林寶龍舉行儀式時，會傳召眾神，當中有興都教女神時母和“Phragann”（林寶龍稱衪是暹羅性愛之神）。林寶龍以各種詐騙方式欺騙客户；他最拿手的是“針與蛋”的招數，此招數當時令多人以爲他擁有超自然能力。林寶龍用燃燭散發出的煤煙將針熏黑，小心翼翼地插入一個生雞蛋，再用粉末把孔封住。他在作法事時，多次在念咒語的當兒把蛋傳給客户，要求她把蛋敲開。在不知道雞蛋已被動手脚的情况下，顾客目睹黑針就會相信自己已經中邪了。
林寶龍專門對容易上當、有很深私人問題的女子下手。他承諾會爲她們解决問題，并通過作法推拿，使她們更加美貌。林寶龍與客户都將衣服脫光後，他會用性愛之神的神像揉擦她的肉體與其生殖器官，然後與她性交。同時也提供原本用來治療精神病者的電痙攣療法：林寶龍首先將客户雙脚放在一盆水裏，接著在太陽穴連接電線，最後讓電從她身上經過她。療法期間他會向她們保證電擊可以治療頭痛與達到驅邪的目的。

### 陳梅珠
陳梅珠是與她一起工作的酒吧女郎介紹給林寶龍認識的，工友稱林寶龍可以治療病痛和抑鬱症。當時跟陳梅珠相依爲命的祖母剛過世，她正哀悼祖母的謝世，再加上她與父母親失散，13歲就被送到主要收容青少年罪犯的職業中心，令她感覺自己没人要。林寶龍便定期看望陳梅珠，兩人的關係變得越來越親密。1975年，在他的堅持之下，陳梅珠搬到了林寶龍家住。林寶龍爲消除妻子懷疑自己與陳梅珠搞外遇，於是在耶穌的畫像之前發誓自己没有背叛妻子。然而其妻後來發現了真相，數日後便帶著孩子搬走，并於1976年跟林寶龍離婚。林寶龍辭掉自己在麗的呼聲的工作，全職當靈媒。這門行業令他生意興隆，有一次從單一客户賺取一個月6000至7000新元的酬勞。1977年6月，林寶龍與陳梅珠兩人登記結婚。
林寶龍通過毒打、恐嚇以及欺騙陳梅珠，操控著她的人生。他說服陳梅珠出賣肉體，補充兩人的收入。林寶龍也令她相信他自己有必要與年輕婦女私通，以保持身心健康；於是，陳梅珠協助丈夫的事業，準備好客户供他享用。林寶龍對陳梅珠有强大的影響力；林寶龍勉勵她并向她承諾與年輕男人性交能保留她的青春時，甚至使她信服，令她搞上一名馬來族青少年，還跟自己的弟弟亂倫。不只是陳梅珠的弟弟受林寶龍影響，事實上早前他就已奸污陳梅珠的妹妹，還哄騙她作踐自己，跟兩名青年發生性關係。即便自己受虐，陳梅珠還是跟林寶龍一起生活，兩人的收入使她穿著華麗的衣服、享用美容用品及瘦身用品。

### 何家鳳
何家鳳於1955年9月10日出生。年僅八歲時喪父，其後便與其祖母同住，直至15歲時回到母親與兄弟姐妹身邊。她時不時需要退讓給姐姐，使她以爲母親偏愛姐姐賴何，便心懷不滿、容易發脾氣。1979年，其母帶何家鳳的姐姐給林寶龍治療，被林寶龍的“針與蛋”的招數所瞞騙，相信林寶龍擁有神力。老婦認爲林寶龍能夠醫治何家鳳的壞脾氣，於是帶她給林寶龍看看。何家鳳親眼目睹同一伎倆後，成了林寶龍的忠實信徒。即使何家鳳已經嫁給了羅岳華，林寶龍仍渴望把她娶過門當他的“聖妻”之一。爲了達成他的目標，他不斷用謊言欺騙她，使她跟家人疏遠。他聲稱何家鳳全家人都對自己伴侶不忠、搞外遇，而她丈夫羅岳華對她不是真心的、會强迫妻子去賣淫。何家鳳深信林寶龍說的話，過後跟他作了法事，成爲他的“聖妻”。何家鳳不再信任丈夫和家庭，對母親以暴力對待。何家鳳初次見林寶龍的三個月後，便離開家與其同住。
羅岳華來到了林寶龍的住家找妻子，最終决定住下來觀察妻子的治療情况。何家鳳成功說服丈夫一起進行電擊治療。1980年1月7日清晨，羅岳華與何家鳳坐在一起，兩人的手臂一同被鎖起來，但是兩人的脚分別放在兩盆水裏。何家鳳遭林寶龍擊昏的當兒，他以高電壓電死羅岳華。她醒來時，林寶龍要求她就羅岳華之死向警方給假口供。何家鳳把林寶龍的故事對警方重複說了一遍：何家鳳的丈夫在兩人的寢室嘗試在黑暗中打開正在漏電的風扇，但是不果，反遭電死。死因裁判官將此案紀錄爲存疑裁决，警方也未再進一步進行調查。
儘管何家鳳憎惡她的丈夫，但她仍然對他的死有陰影。丈夫死後，她變得神智失常，有時幻聽有人對她說話、幻覺看見死去的丈夫。1980年5月底，她被送往板橋醫院接受治療。心理醫生診斷出她患有精神分裂症，并讓她接受適當治療。何家鳳很快就康復了，同年7月的第一個星期出院。出院之後她繼續到醫院復診，後續檢查結果顯示她正處於緩和狀態。何家鳳出院之後對母親及家人的態度開始好轉，不過她還是繼續跟林寶龍和陳梅珠一起住。

## 作案
有了陳梅珠與何家鳳當助手，林寶龍繼續從事這門交易，誘騙更多女人給予他金錢和美色。直到被拘捕之日已經娶了40個“聖妻”。1980年底，警方以强奸罪起訴并逮捕他。原告是挨家挨户的化妝品推銷員劉露西，她在向陳梅珠推銷美容產品時見過林寶龍。10月19日，林寶龍聲稱劉露西陰魂不散，不過他的性交法事可以驅魔。劉露西不服，但林寶龍堅持要這麼做。他偷偷在一杯牛奶裏下了氟西泮鎮静劑藥物，端給了她，并告訴她飲料含有宗教成分。劉露西喝下後，變得昏昏欲睡，林寶龍於是趁機與她性交。在接下來的幾個星期裏，他繼續利用藥物或要挾她來凌辱她。劉露西的父母向林寶龍借了一筆錢，可是林寶龍只借了一部分，劉露西於是報警告發他。警方以强奸罪將之拘留，其幫兇陳梅珠也被警方起訴。林寶龍獲得保釋後，勸服何家鳳撒謊稱涉嫌强奸案發時她也在場，但并未目睹任何罪行發生。不過這沒法阻止警方調查的繼續，林寶龍與陳梅珠每隔兩個星期需親自到警察局延長交保。
林寶龍對此非常惱怒，决定以連環兒童謀殺案阻擾警方查案。此外，他以爲把兒童獻祭給時母，祂就會轉移警方的注意力。林寶龍故弄玄虛，假裝自己被時母附身，讓陳梅珠與何家鳳相信時母想要他們殺童來報復劉露西。他還告知性愛之神要求與女性被害者進行性交。
1981年1月24日，何家鳳在附近的一個教堂發現黄秀葉，於是誘使她到三人的住屋。三人不停地給女童餵食含有氟西泮的食物和飲料。之後女童很快就睡著了，林寶龍趁此時性侵了她。將近午夜時分，三人用枕頭讓女童窒息，女童窒息之後抽出她的血液，然後飲用了她的血并將血抹在時母的神像上。隨後，三人把女童的頭按入一桶水裏，使她溺斃。最後，林寶龍對她進行電擊治療以“確保她必死無疑”。他們把女童的屍體裝入一個袋子內，然後在第11座組屋的電梯旁邊棄尸。
何家鳳於1981年2月6日帶領加扎利到三人的住屋時也遭遇同一命運。然而，男童的身體對鎮静劑有抵抗力，久久才倒下入睡。林寶龍决定把男童綁起來，以防萬一，可是男童醒後不斷挣扎。三人驚慌得往男童頸項給予手刀拳令他驚愕，三人把男童的血液抽出來後，隨即淹死男童。男童死前努力挣扎、期間不斷嘔吐、大小便失禁。男童死後鼻孔鮮血直流。陳梅珠留下來打掃房子的當兒，林寶龍和何家鳳將屍體棄置。之後林寶龍注意到住家外的一道血迹，於是與同黨連夜盡可能把污漬清理完畢。但是他們的疏漏引起了警方的注意，隨後警方上門將之逮捕。

## 審理
林寶龍、陳梅珠與何家鳳被捕的兩天后，警方以兩項謀殺罪將之控上初級法庭。三人接受警方進一步的審問，也獲得監獄醫生的身體檢查。1981年9月16到17日，此案交由法庭進行初級偵訊。爲證實被告的控狀，格倫·奈特副檢察司（Glenn Knight）召唤58名證人、搜集184件證據，呈上給法官。陳梅珠與何家鳳否認謀殺的指控，而林寶龍表示認罪，承擔全部責任。法官裁定本案有足夠證據，可交由高等法院審理。法院繼續關押三人，調查繼續進行。

### 法官、控方及辯方

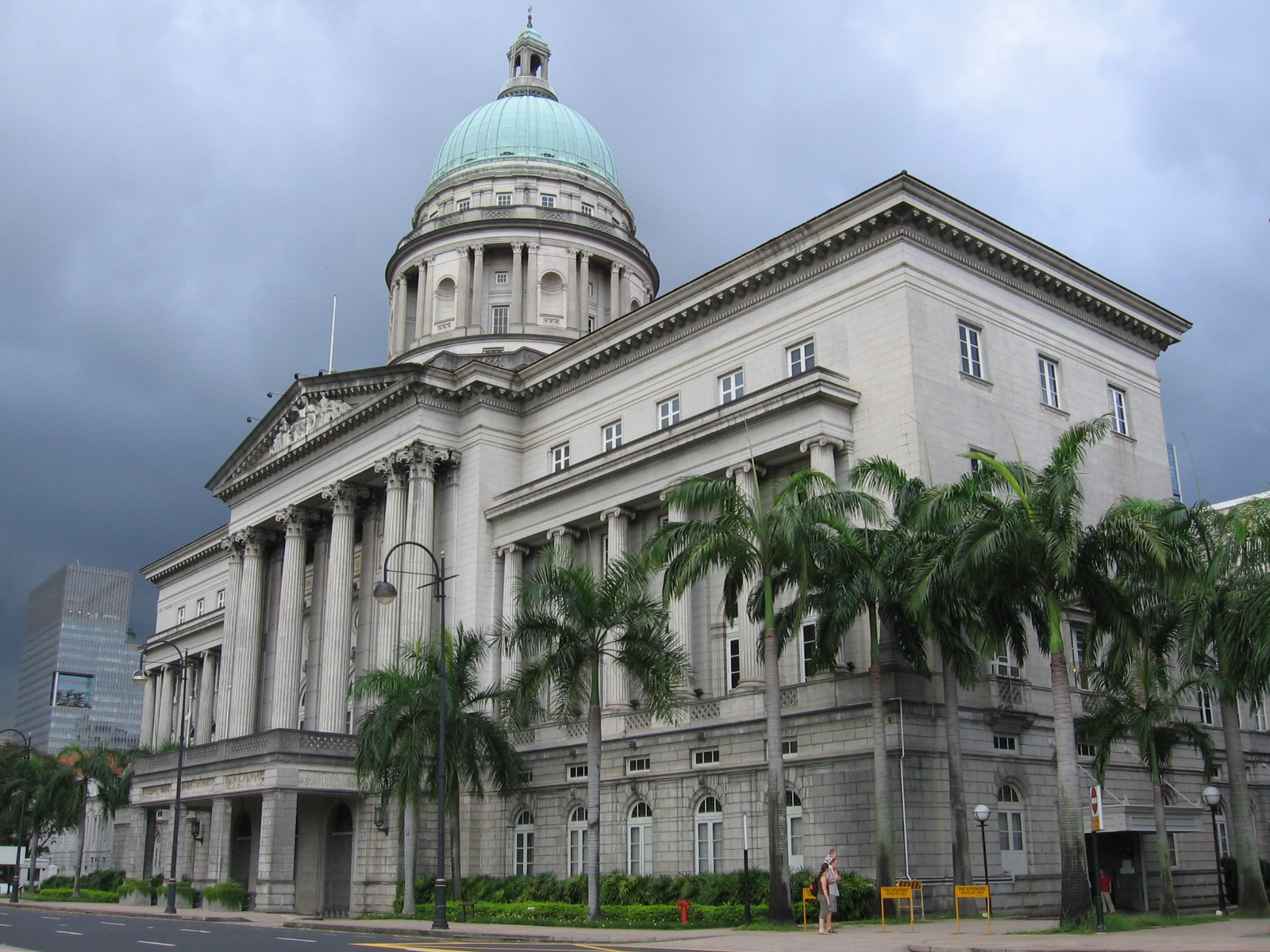
本案於最高法院大厦第四號法庭進行審理。

本案於1983年3月25日在最高法院大厦開庭審理。對本案進行裁决的有兩位法官：辛那杜来法官（T. S. Sinnathuray）是當時十三年後對約翰·馬丁·斯克里普斯（John Martin Scripps）連環謀殺案作出判决的法官，佛雷德里克·亞瑟·蔡法官（Frederick Arthur Chua）是當時任職時間最長的法官。奈特副檢察司以偵查工作搜集到的證據來鞏固此案。案發現場的照片連同證詞，有助法院設想引起罪案發生的事件。控方也依據其他證據，如血液樣本、宗教物品、藥物以及寫上兩名死者名字的紙條，證實三名被告參與這起謀殺案。奈特并無目擊證人；他僅僅根據旁證進行指控，不過他在開庭時表明：“重要的是（被告）確實蓄意致使這兩名兒童窒息和溺斃，在一定情况下造成他們的死亡，已經可以算是謀殺了。這一點足以抵消任何合理疑點。”
陳梅珠獲得林寶龍與警方批准，從三人住屋裏所查獲的15萬9340新元動用一萬元聘請惹耶勒南爲她辯護。何家鳳只好接受法庭委任的辯護律師内森·艾薩克（Nathan Isaac）。林寶龍自從被拘留以來，拒絕讓律師爲他辯護。他在初庭審理時選擇自辯，但是本案轉交高等法院審理時却無法繼續這麼做；新加坡法律規定死刑罪嫌犯必須由法律專業人士辯護。於是法庭委任霍華德·卡信（Howard Cashin）作爲林寶龍的代表律師，不過林寶龍却不肯跟律師合作。三人的代表律師决定不會對當事人涉嫌殺童提出争議。三位律師以减輕犯罪責任爲理據，辯稱當事人精神失常，不應該承擔殺人的全部責任。倘若辯詞獲法官信服，被告就可以逃過死劫，面對終身監禁或坐牢長達十年。

### 訴訟
奈特呈上控方證據後，法院傳召被告的親戚和熟人出庭供證，形容被告的個性及性格上的弱點。林寶龍其中一位“聖妻”透露他們的生活細節。私人職業醫生楊鵬義與洪耀華承認每一次爲林寶龍看診時都在未經詢問的情况下提供他安眠藥和鎮静劑。警方與法醫團隊提供了調查工作的過程。總調查官蘇皮亞（Suppiah）念出三名被告關押時所給的口供。林寶龍在給口供時表明他是爲報仇而殺人，并且與黄秀葉進行了雞奸行爲。三名被告都在供詞中稱他們每一位都參與了這起殺童案。被告給警方的口供與在庭上作出的供詞有許多出入，但是辛那杜來法官聲明，儘管證據相互矛盾，“本案的根本事實并無争議”。一名證人說，他於1981年2月7日的午夜時分在第12座組屋底層親眼目擊林寶龍和一個女人背著一名膚色黝黑的男童經過他身邊，這進一步證實林寶龍參與了罪案。
林寶龍不予置評。
辛那杜來法官不不不，林寶龍，你不能一直這樣對我說。（法官面向卡信說）他可是你的證人。
卡信法官大人，您現在就可以看出這位證人有多難搞了吧。
4月13日，林寶龍出庭，堅稱自己是本案唯一肇事者。他否認自己强暴過劉露西或黄秀葉，還聲稱自己先前給的口供只是爲了滿足審問他的警官。法院向林寶龍拋出問題時，他只是冗長地回答與自己立場一致的問題，不願意針對其他問題予以置評。當法院對他最近的供詞的真實性提出疑問時，他稱自己有宗教和道德上的義務說出真相。然而奈特反駁說林寶龍本身就是個不誠實的人，完全不把誓言看在眼裏。他欺騙了他妻子、客户、警方以及精神科醫生。奈特稱林寶龍在法庭上的供詞就等於自己公開承認在先前所給的口供中自覺自願地撒謊。陳梅珠與何家鳳比較願意配合，回答了法院所提的問題。兩人否認林寶龍在庭上的片面之詞，并擔保給警方的口供是真實正確的。她們告知自己如何生活在不斷的恐懼之中，敬畏著林寶龍；她們以爲林寶龍擁有法力，所以便服從他的每一項命令，毫無自由意志。在奈特的盤問下，陳梅珠却承認林寶龍一直在欺騙客户，她也知情地當他的助手。接著，在奈特的審問下，何家鳳也承認案發當時她是有自覺地幹案。

### 精神科醫生之戰
無人質疑三人是否殺了兩名死者。他們的代表律師以當事人在犯罪時并未完全控制自己的大腦爲由嘗試讓法官信服。因此，本案審理的中心點在於雙方專家證人之戰。私人執業的資深精神科醫生黄葉章相信罪案發生時，林寶龍精神失常。黄醫生稱要“以大局爲重，不要過於計較細節上的出入”，形容林寶龍極大的性欲以及其對時母的虛假信仰是輕度狂躁抑鬱症的特徵。黄醫生也說只有精神失常的人在計劃轉移轉移警方注意力時，才會在住家附近棄尸。控方專家證人徐關志，板橋醫院精神科醫生辯稱林寶龍“有針對性地尋歡作樂，有耐心地規劃，具備說服力，爲的是加强個人的勢力及滿足自己的喜悦”。依徐醫生看來，林寶龍已沉迷於性行爲，因爲作爲靈媒，他哄騙一群女人跟他上床。再者，林寶龍信仰時母僅出於宗教性質，并非什麼虛假妄想。林寶龍利用宗教來謀取個人利益證明他完全操控著自己的行爲。最後，林寶龍看了醫生，而且隨意服用鎮静劑來緩解失眠症，然而根據徐醫生，躁鬱症患者是没有辦法意識到自己有失眠問題的。
顧問精神科醫生納古連德蘭（R. Nagulendran）證實陳梅珠患有反應性精神病性抑鬱症。據他所言，基於陳梅珠的家庭背景，她在認識林寶龍之前就已經抑鬱了。林寶龍對她進行肉體虐待及恐嚇令她的抑鬱症加重；陳梅珠濫用藥物導致她產生幻覺，聽信林寶龍的謊言。徐醫生不以爲然，辯稱陳梅珠自認對林寶龍給予她的物質上的生活方式相當滿意，身穿華麗的衣服，也常到美容院做美容護理。患有反應性精神病性抑鬱症的人絕不會如此注重自己外表。另外，陳梅珠先前供認自己知道林寶龍是個騙子，但是却在庭上改變立場，改稱自己完全受他影響在做事。儘管徐醫生忽略了林寶龍對陳梅珠的肉體虐待，他坚决認爲案發時陳梅珠的精神狀態良好。納古連德蘭醫生和徐醫生一致同意陳梅珠早在認識林寶龍之前就已患有精神分裂症，而且她是在板橋醫院住院期間痊愈的。不過，納古連德蘭醫生認爲案發當時何家鳳舊病復發，徐醫生反而指出何家鳳後續六個月的復診（1980年7月16日至1981年1月31日）并未看見任何復發的迹象。假如何家鳳的病情真的像納古連德蘭醫生形容的一樣，那麼她就會是個傷殘者。相反地，何家鳳兩回都有條不紊地誘拐及協助殺害死者。徐醫生在爲證詞收尾時，說三個人患有不盡相同的精神病，竟然都共同產生幻覺，接到神明的指示殺人，實在不可思議。

### 結案陳詞
辯方在結束陳詞中重申被告精神上有問題。卡信律師說，林寶龍原本是個正常人，直到他聲稱自己擁有超自然能力，進入“凶殘荒謬的世界”裏，產生幻想并以時母之名殺害兒童的時候，他就已經顯然脱離現實。惹耶勒南律師說，因爲陳梅珠患有抑鬱症以及不斷受林寶龍凌虐，她不過是個“機器人”，所作所爲都是在不假思索地服從命令。艾薩克律師簡單地總結，說道：“（何家鳳的）精神分裂症讓她認爲假如這些兒童被殺害，他們就會上天堂，不會變得像自己的母親等人一樣邪惡。”辯方還批評徐醫生未能認識到三名被告的症狀。
控方在開始結案陳詞時指出，三人殺害兒童時頭腦“冷静、詭計多端”。奈特副檢查司也說三人不可能產生同一幻想，并且只在審案時提出來。這些行爲的“陰險狡猾、深思熟慮”絕不可能是一個有妄想症的人做的。陳梅珠會當林寶龍的幫凶，是因爲“她愛（他）”，何家鳳無非是被誤導才會犯案。奈特敦請兩位法官深思判决會帶來的後果，說道：“法官大人，林寶龍根本就是對無力反抗的小孩下手的懦夫，他殺了他們是希望自己可以獲得勢力或財富。所以他絕對犯了謀殺罪，這才符合謀殺人的常理。林寶龍令人置信他擁有玄虛與法術，還利用這點來嚇唬、恫嚇及勸服迷信、弱小與天真的人進行最下流、最淫穢的行爲。”

### 判决及执行
1983年5月25日，大批群眾聚在大廈外，等候殺童案的裁决。由於庭内座位有限，只有少數人獲准進入法庭聆聽辛那杜來法官念出本案的判詞。全程只有15分鐘。辛那杜來法官和蔡法官一致不相信被告案發當時精神失常，兩人認爲林寶龍“可惡、邪惡”地執行他的陰謀。兩位法官從陳梅珠與專家證人的談話中，認爲陳梅珠已經自己招認有罪；他們覺得陳梅珠是個“狡猾、惡毒的人”，也“願意協助（林寶龍）犯下令人憎恨、邪惡的罪行”。法官以爲何家鳳“單純”、“易受影響”。即使她患有精神分裂症，法官指出謀殺案發生時，她正處於緩解狀態，所以必須爲所作所爲承擔全部責任。三名被告謀殺罪名成立，被判處絞刑。兩名女被告并没有對裁决作出反應。相反地，林寶龍被帶出法庭時，却笑著叫道：“謝謝法官大人！”
林寶龍已經認命；其他兩名女被告却對判决提出上訴。陳梅珠聘用了蕭添壽律師爲她上訴，法庭又再次委任艾薩克作爲何家鳳的代表律師。兩位律師請求上訴庭重新審議當事人在案發時的精神状况，稱審案法官未能考慮到這一點。刑事上訴法院於1986年8月作出裁决。上訴法官重申之前審案法官的判决，指出作爲尋找事實者，法官有權鑒於來自其他來源的證據而無視醫學證明。陳梅珠與何家鳳進一步向倫敦的樞密院提出上訴，也請求新加坡總統黃金輝給予赦免，不過都求助無果。
陳梅珠與何家鳳用盡求助渠道後，兩人冷静地面對自己的命運。三名犯人在等待處决的當兒，接受天主教神父與修女的輔導。儘管林寶龍名聲掃地，不過布萊恩·多羅神父（Brian Doro）回想起林寶龍是個“相當友善的人”。處决之日將近，林寶龍請求神父赦罪以及舉行聖餐禮。兩名女囚犯也同樣接受傑拉德·費爾南德斯修女（Gerard Fernandez）爲自己進行輔導。修女讓兩名女囚犯皈依天主教，兩人在最後的日子裏也得到寬恕及舉行聖餐禮。1988年11月25日，三人吃了最後一頓飯，接著就上了絞刑臺。林寶龍在人生中最後一段路微笑著度過。三人被處死後，多羅神父爲他們舉行天主教喪禮追思，三人也於當天進行火葬。

## 影响
大巴窑殺童案的審理受到新加坡民眾的密切關注。人們成群結隊聚集在法院之外，希望親眼目睹林寶龍一眼與在第一時間知道本案審理過程。當地各大報章詳細报道案情，詳述林寶龍所作所爲的血腥及露骨成分，這冒犯了一些讀者；聖安德烈聖公會教堂教區牧師佳能·弗蘭克·洛馬克斯（Canon Frank Lomax）給《海峽時報》撰稿時，投訴說這些报道可能腐蝕年輕人的心靈。有幾名讀者支持他的看法。其他人則歡迎公開报道，因爲這有助於公眾意識到即使居住於犯罪率低的城市也有必要提高警惕。覆蓋殺童案及審理的刊物一旦發行就吸引公眾搶購。
本案的審理使得新加坡人心裏視林寶龍爲邪惡轉世。有些新加坡人甚至無法相信竟然會有人願意爲這樣一個人辯護。他們向卡信發洩心中之怒，有幾個甚至對他發出死亡威脅。另一方面，奈特的美名流傳整個新加坡，公眾認爲奈特是將林寶龍繩之以法的人，使他的職業生涯更邁進一步。他處理了更多備受矚目的案子，并於1984年當上商業事務局局長。他的良好聲譽維持至七年後貪污罪名成立。
在監獄裏，跟林寶龍一起坐牢的囚犯也排斥他、凌辱他。罪案發生的好幾年後，關注此案的人仍然記憶猶新。記者認爲本案的審理在20世紀80年代最爲轟動，“在這爲期41天的審理所揭發令人毛骨悚然的性變態、飲血、中邪、驅邪及隨意的殘暴行爲成了駭人城市的話題”。本案審理結束的十五年後，《新報》的一項調查顯示有30%的受訪者投選大巴窑殺童案爲最恐怖罪案，即使該報要求只可投選1998年所犯下的罪案。林寶龍變成了衡量當地罪行的基準；2002年，呂偉添（Anthony Ler）的代表律師蘇巴斯·阿南丹（Subhas Anandan）描述殺死妻子的當事人爲“比臭名遠揚的大巴窑靈媒謀殺犯還要酷、還要英俊”。
20世紀90年代，當地電影業依據殺童案製作了兩部電影，第一部是《靈媒》（The Medium）。這部1991年製作的電影有大量外資參與，大部分演員和工作人員是美國人或者英國人。該電影的劇本是在當地寫的，旨在探索“三位主角的心靈”。但是導演却太過專注於性和暴力，導致拍成的電影在半夜放映時遭觀眾恥笑。16天的播映僅僅給電影票房賺來13萬新元，一名記者稱電影“比林寶龍事件相關非自然性行爲與裝神弄鬼還離奇”。1997年的第二部電影《神與狗》（God or Dog）在票房上也表現不佳，儘管反響更爲正面。兩部電影在尋找當地演員當主角時遇上困難：朱厚任基於林寶龍個性太獨特，演員無法準確飾演而謝絕；謝韶光因爲主角缺乏“可取之處”而拒絕。殺童案的情節原本定在2002年罪案意識電視節目《真實檔案》（True Files）的第一集播出。然而，公眾却抱怨預告片播放法事和殺人的扮演片段實在令人不寒而慄，這使得傳媒公司新传媒對排程進行重組。第一集由比較不轟動性的故事所取代，將大巴窑殺童案的情節推後播出，給較爲成熟的觀眾觀賞。

## 補充說明
1. ↑  林寶龍作法事時使用Phragann的小神像，於性交時戴在腰間。兩大主要來源對此神叫法不一。約翰稱祂爲Pragngan，納拉亞南則引用了警方的報告，稱祂爲Phragann。
2. 1 2 3 4 5 6 7 8  中文姓名根據英文姓名音譯所得。
3. ↑  她原本對這個伎倆深信不疑，相信林寶龍擁有法力，直到三人在警察局接受問話，陳梅珠向她透露招數的秘訣時，她才恍然大悟。[44]
4. ↑  两位医生爲自己的行爲在1990年受到新加坡醫藥理事會紀律處分；楊醫生從註冊醫生名册中遭除名，而洪醫生被停職三個月。[72] 然而，楊醫生於翌年重新申請複職并獲得通過。[73]
5. ↑  樞密院在複審1989年英國謀殺案《沃爾頓訴女王案》的審判時也作出相似裁决。[107]
6. ↑  相比之下，1996年的一部喜劇片《當兵的迷茫》使票房在首四天就賺取50萬新元。[122]

## 引注
1. ↑  Sit (1989), I Confess, xiii.
2. ↑  Sit (1989), Was Adrian Lim Mad?, xiii.
3. ↑  John (1989), 187, 202.
4. 1 2  Yap (1995).
5. ↑  DeBernadi (2006), 1–14.
6. ↑  Thung (1977), 229.
7. ↑  Trocki (2006), 146.
8. ↑  Thung (1977), 231–232.
9. ↑  Rowen (1998), 116–117.
10. ↑  Quah (1987), 49.
11. ↑  Naren (2000), 24.
12. ↑  John (1989), 9.
13. ↑  John (1989), 2–3.
14. ↑  Narayanan (1989), 166–167.
15. ↑  John (1989), 7–8.
16. ↑  Narayanan (1989), 9.
17. ↑  John (1989), 8.
18. 1 2  John (1989), 10.
19. ↑  John (1989), 162.
20. 1 2  Narayanan (1989), 80.
21. ↑  John (1989), 17–19.
22. ↑  John (1989), 18, 34.
23. ↑  John, p.12–13.
24. ↑  Narayanan (1989), 86, 89.
25. ↑  Narayanan (1989), 30–31.
26. ↑  John (1989), 19–20.
27. ↑  Narayanan (1989), 46–47.
28. ↑  Kok (1990), 70.
29. ↑  John (1989), 28.
30. ↑  John (1989), 26–27.
31. ↑  John (1989), 29–31.
32. ↑  Narayanan (1989), 113–114.
33. ↑  John (1989), 33–35.
34. ↑  John (1989), 37.
35. 1 2  John (1989), 36.
36. ↑  John (1989), 34.
37. ↑  John (1989), 32.
38. ↑  John (1989), 170–171.
39. ↑  John (1989), 171.
40. ↑  John (1989), 186.
41. ↑  John (1989), 40–41.
42. ↑  John (1989), 37–38.
43. ↑  John (1989), 40–42.
44. ↑  John (1989), 196.
45. ↑  John (1989), 43–45.
46. ↑  John (1989), 46–48.
47. ↑  Narayanan (1989), 111.
48. 1 2 3  John (1989), 48.
49. ↑  Kok (1990), 44.
50. ↑  Narayanan (1989), 6.
51. ↑  John (1989), 49.
52. ↑  John (1989), 61.
53. ↑  John (1989), 84.
54. ↑  Narayanan (1989), 45.
55. 1 2  John (1989), 92–94.
56. ↑  John (1989), 94.
57. ↑  John (1989), 95–97.
58. ↑  John (1989), 51–52.
59. ↑  John (1989), 52.
60. ↑  Tan (October 1997).
61. ↑  John (1989), x.
62. ↑  John (1989), 55.
63. ↑  John (1989), 56.
64. ↑  Narayanan (1989), 28.
65. ↑  John (1989), 67.
66. ↑  John (1989), 51.
67. 1 2  John (1989), 117.
68. 1 2  John (1989), 127.
69. ↑  Narayanan (1989), 155.
70. ↑  Tan (April 1997).
71. ↑  John (1989), 107–116.
72. ↑  Fernandez (1990).
73. ↑  Lim (1991).
74. ↑  John (1989), 61–70.
75. ↑  John (1989), 198.
76. ↑  John (1989), 56–60.
77. 1 2  John (1989), 121.
78. ↑  John (1989), 132–133.
79. ↑  John (1989), 154–156.
80. ↑  John (1989), 155.
81. ↑  John (1989), 157–158.
82. ↑  John (1989), 168, 198.
83. ↑  John (1998), 164–165, 203.
84. ↑  John (1989), 180–181.
85. ↑  John (1989), 202–203.
86. ↑  John (1989), 208.
87. ↑  Kok (1990), 71.
88. ↑  John (1989), 204.
89. 1 2 3  Kok (1990), 72.
90. ↑  John (1989), 209.
91. 1 2  Kok (1990), 73.
92. 1 2  Kok (1990), 45.
93. ↑  John (1989), 202.
94. ↑  John (1989), 217.
95. 1 2  John (1989), 218.
96. 1 2 3  John (1989), 219.
97. 1 2  John (1989), 220.
98. 1 2  John (1989), 221.
99. ↑  John (1989), 224–225.
100. ↑  Kok (1994), 53.
101. 1 2  John (1989), 225.
102. ↑  Kok (1994), 94.
103. ↑  John (1989), 226.
104. ↑  John (1989), 227.
105. 1 2  John (1989), 228.
106. ↑  Kok (1990), 73–74.
107. ↑  Kok (1990), 74.
108. ↑  Davie (1989).
109. ↑  Naryanan (1989), 14–15.
110. ↑  Naryanan (1989), 14.
111. ↑  John (1989), 229.
112. ↑  John (1989), 116–118
113. ↑  Khor (September 1989).
114. ↑  Khor (October 1989).
115. ↑  Tan (1998).
116. ↑  Yaw (1991).
117. ↑  Davidson (1990).
118. ↑  Low (1998).
119. ↑  Vijayan (2002).
120. 1 2  Uhde (2000), 109–110.
121. ↑  Uhde (2000), 110.
122. ↑  Uhde (2000), 114.
123. ↑  Guneratne (2003), 172.
124. ↑  Millet (2006), 96.
125. ↑  Uhde (2000), 115.
126. ↑  Lee (June 1996).
127. ↑  Lee (May 1996).
128. ↑  Tan (2002).

## 外部連結
- 林寶龍的住家位置—OneMap （页面存档备份，存于）

1°20′13″N 103°51′26″E / 1.33694°N 103.85722°E